# Augustin Satra

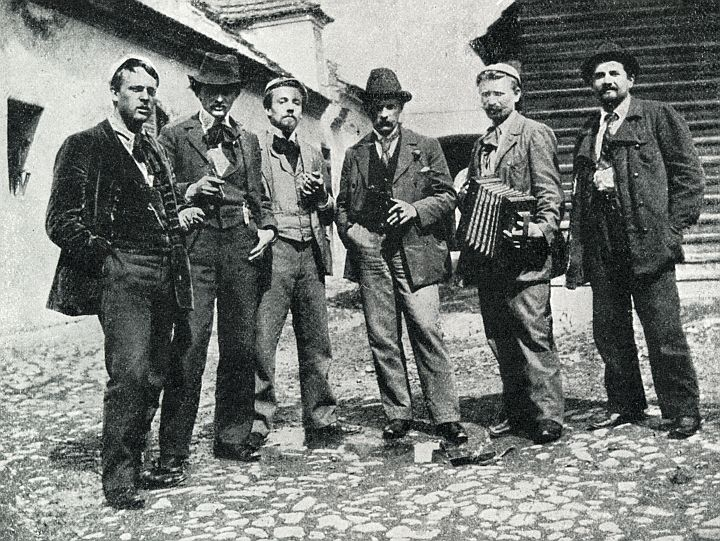
Mařákovi žáci, zleva - Kalvoda, Langer, Satra, Ullmann, Bubeníček, Lolek

Augustin Satra (30. listopadu 1877 Kouřim – 31. března 1909 Cleveland), byl český malíř, žák J. Mařáka na pražské malířské Akademii.

## Život
Augustin Satra se narodil 30. listopadu 1877 v Kouřimi. Jeho otec Josef Satra byl bukačovský stárek a matka Marie rozená Třešňáková byla dcerou kouřimského krupaře. Augustin absolvoval obecnou školu, dvě třídy školy měšťanské a následně průmyslovou školu pokračovací. Jiný zdroj (Birnbaumová a Černá, 1942) uvádí, že se Satra vyučil lakýrníkem.
V letech 1897–1903 studoval na malířské Akademii v Praze. Dva roky v krajinářské škole u profesora Julia Mařáka. Po úmrtí Julia Mařáka v roce 1899 a krátkém pedagogickém působení Ant. Slavíčka, Satra pokračuje ve studiu u prof. Rudolfa von Ottenfelda. Jako talentovaný student vystavoval již v listopadu 1900 společně s dalšími krajináři v Olomouci v Ústavu hraběte Pöttinga. V r. 1901 maluje v rodišti své matky v Jilemnici (např. Jilem u Jilemnice a Benecko pod Žalým). V prosinci 1901 vystavoval na vánoční výstavě Umělecké besedy obrazy Z Lochovic, Motiv z Kej u Prahy, U pazderny a Chalupy z Jilemnicka. V letech 1902 a 1903 (o letních prázdninách) vystavuje samostatně v Kondraci pod Blaníkem s velkým prodejním úspěchem (Hlasy od Blaníka, 14. 6. 1903 a 12. 7. 1903).
V roce 1901 obdržel státní stipendium a v následující roce 1902 Purmannovo cestovní stipendium pro krajináře. Pobýval v Dalmácii, Bosně, zavítal do Mnichova a Warnemünde, navštívil i Paříž. V roce 1903 navštívil Dalmácii, Bosnu, Černou Horu a Itálii. Nelze vyloučit, že v Dubrovníku maloval společně se spolužáky s O. Bubeníčkem a K. Langerem. O jejich přátelství svědčí i společná fotografie v Bubeníčkově ateliéru z r. 1903 (Burget a Váša, 2007, str. 26).
V roce 1904 opět odjel do Mnichova a do lázní Warnemünde, roku 1905 navštívil Benátky, Terst a dle datace obrazů zřejmě opět i Dubrovník. V roce 1906 se vrátil do Německa, pobýval v Brémách, ve Warnemünde, Mnichově a Hamburku. Odtud se odstěhoval s vidinou lepší obživy natrvalo do amerického Clevelandu. V Clevelandu měl příbuzné, především svou matku. Oženil se a snažil se nepříliš úspěšně živit malováním. V roce 1908 uspořádal v Clevelandu dvě výstavy. Vystavil asi šedesát obrazů, převažovaly krajinomalby.
Národní listy přinesly 14. 4. 1909 zprávu o jeho nečekaném úmrtí (dne 31. 3. 1909), včetně krátkého životopisu. Zemřel po srdeční nevolnosti, když den předtím ještě pracoval na velkém obrazovém plakátu pro sokolský slet. Nepravdivé jsou informace o pádu zdviže nebo jeho zastřelení.
Augustin Satra během svého krátkého života vystavoval s Krasoumnou jednotou v Rudolfinu (od r. 1901), Uměleckou besedou a Jednotou umělců výtvarných, jejímž členem byl zřejmě od r. 1903. Zlatá Praha hojně reprodukovala jeho obrazy a perokresby v letech 1902 až 1916. 
V r. 2010 Podblanické ekocentrum ČSOP a Galerie KODL Praha uspořádaly soubornou výstavu A. Satry na zámku ve Vlašimi (Muzeum Podblanicka).

## Dílo
Malířské dílo Augustina Satry na trhu s uměním bylo v uplynulých letech poměrně málo zastoupené. Rovněž v institucionálních sbírkách se vyskytuje ojediněle. Vliv Mařákovy školy je zřejmý v obrazech Stromoví u obory (1898), Večer na stráni u rybníka (1899), Vyschlé řečiště (1901) a Lesní partie s topoly (1901).
Karel Domorázek-Mráz v Rozhledech (7. 12. 1901) si podrobněji všímá obrazu Z Lochovic: "... z večera, kdy vše halí se zvolna všero a kontury mizí, zatímco co barevné rozdíly vyrovnávají se v sametové splynutí, kdy stlumená červeň střech, modré tóny lesů v pozadí a zeleň stromoví pomalu se vyrovnají; to podáno velmi dobře." 
V r. 1902 maluje velký obraz Blaník s vesničkou Kondrac. Dle JUDr. M. Navrátila (1915) ve stejném a v následujícím roce vystavuje v Kondraci řadu obrazů z okolí Blaníku (např. Ostrov, Dub, Vracovice, Krasovice, Načeradec, Kostelík Hrádek, Samota U Korfeštů, Pravonín, Chmelná, Libouň, Římovice, Zvěstouň, Mladá Vožice a další). Menší díla s tématy venkovské krajiny, stromů a výseků lesa se vyznačují impulsivním expresivním pojetím a výraznou štětcovou modelací olejové pasty.
Bohatou škálu zelených tónů, která je vlastní i dalším dílům A. Satry, autor využívá v rozměrném obraze Motýlice na Blanici (rovněž Vážky) z r. 1903, který byl vystaven v Krasoumné jednotě v r. 1904 pod názvem Zarostlá tůň. V roce 1904 maluje další obraz velkého formátu Ranní mlhy (repr. Kodl a Zachař, 2007), který představuje zajímavý příspěvek ke krátké epizodě symbolismu u Mařákových žáků.
Specialitou A. Satry byla perokresba citlivě kolorovaná akvarelem, která se vyznačuje jak propracovaností detailu, tak i výborně zvládnutou celkovou kompozicí s dokumentárním obsahem. Zlatá Praha opakovaně reprodukuje jeho perokresby z cest Přístav v Dubrovníku, Procesí na Dětvě, Gondoly v Benátkách, Z Terstského přístavu, Na nábřeží v Terstu, Stavba přístavu ve Warnemunde, Ulice v Baltimore a některé další. Rovněž časopis Besedy lidu reprodukuje jeho perokresby (Na břehu) a obrazy (Politikáři a Panáci na poli).

### Zastoupení ve sbírkách
- Národní galerie v Praze, obraz Z Dubrovníka
- Oblastní galerie v Liberci, obraz Krajina s řekou
- Galerie moderního umění v Roudnici nad Labem, obraz Večer na stráni u rybníka
- Galerie hlavního města Prahy, obraz Praha
- Muzeum uměni v Clevelandu, akvarel Niagarské vodopády

## Galerie

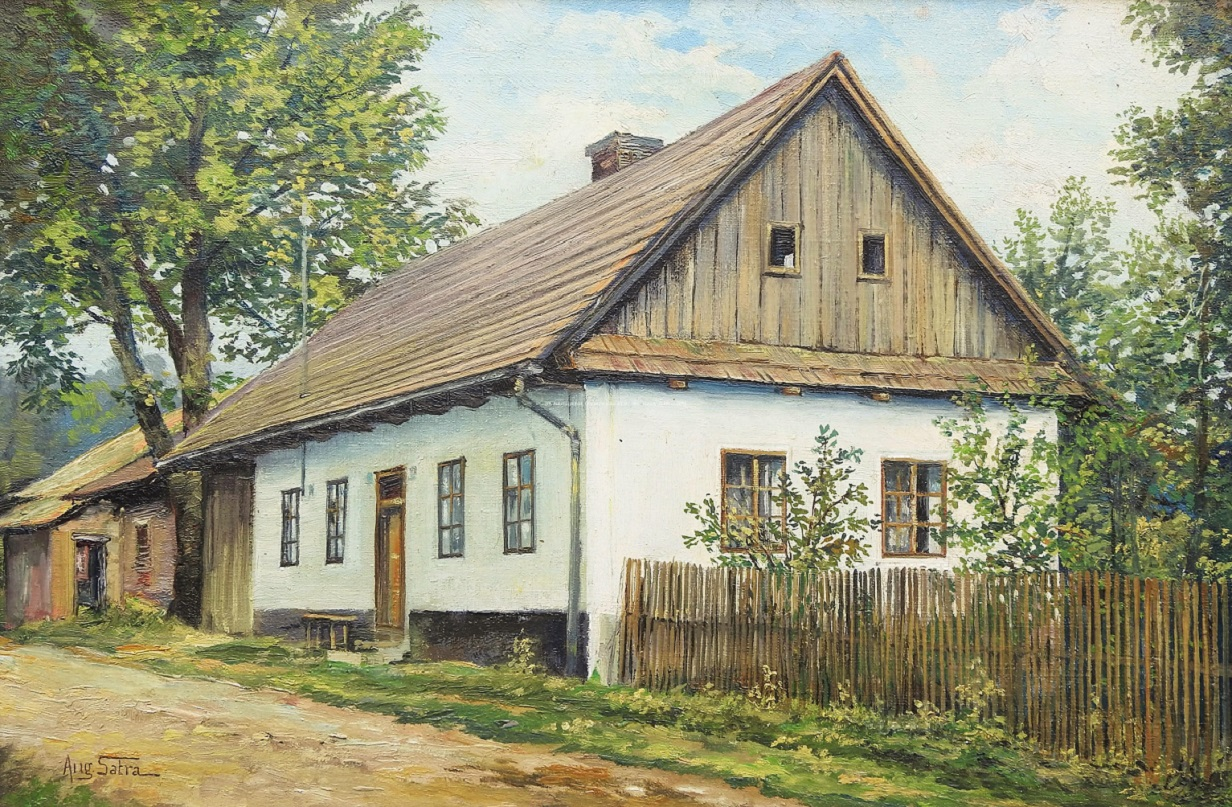
Augustin Satra Před chalupou
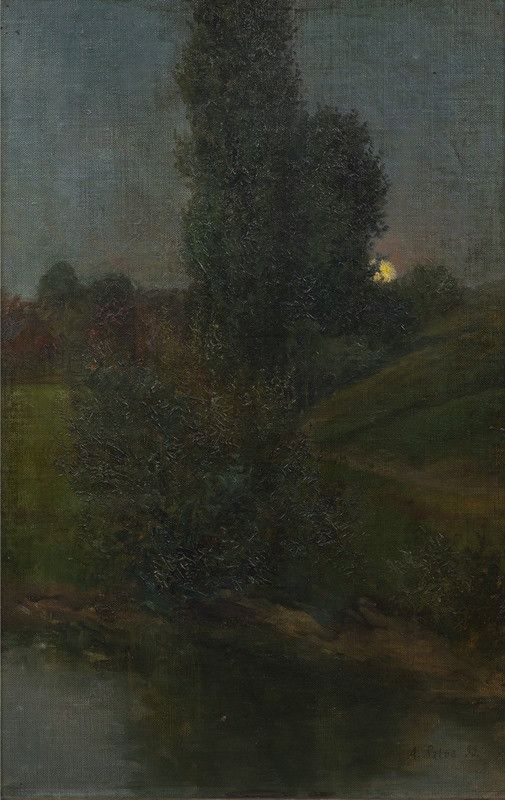
Augustin Satra Večer na stráni u rybníka (1899)
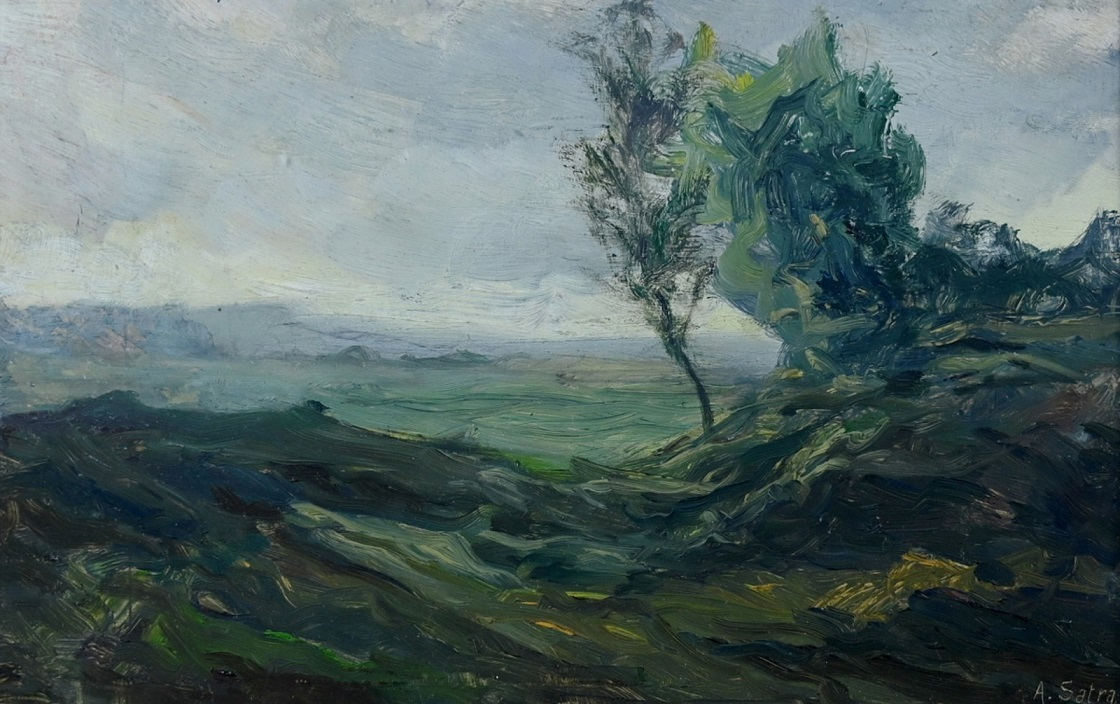
Augustin Satra Před bouřkou
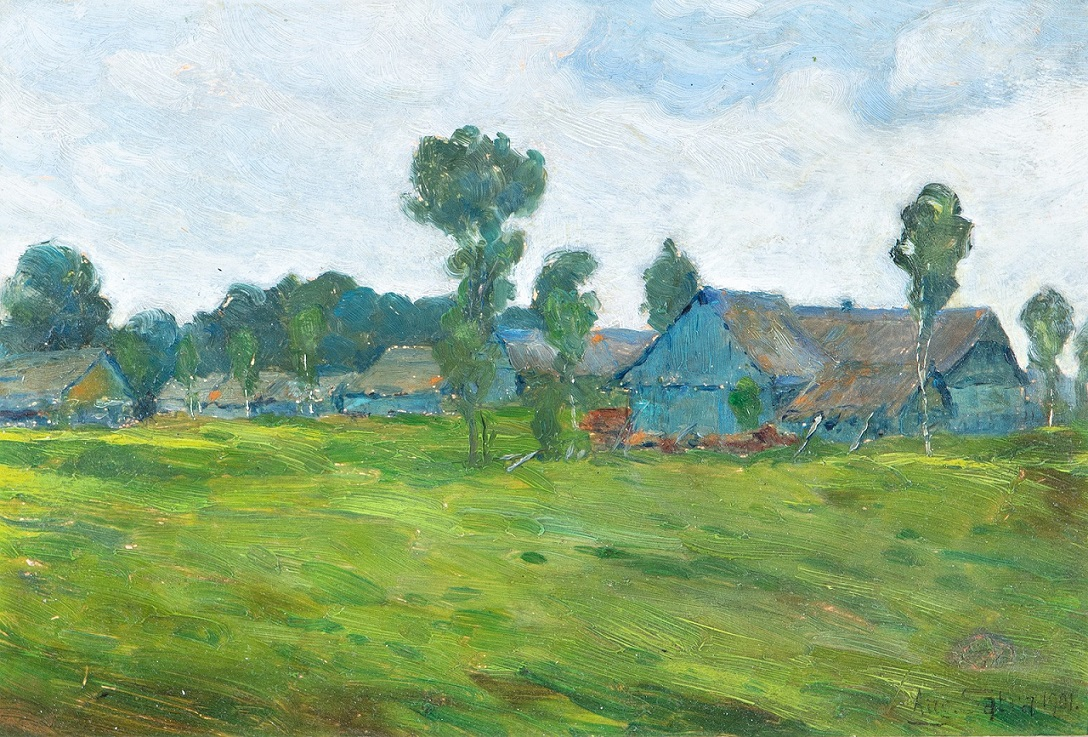
Augustin Satra Chalupy u Jilemnice (1901)
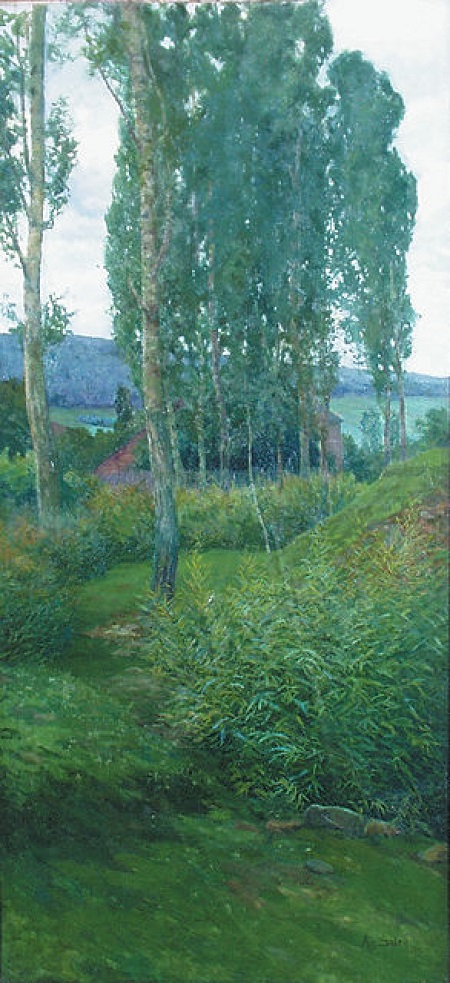
Augustin Satra Lesní partie s topoly (1901)
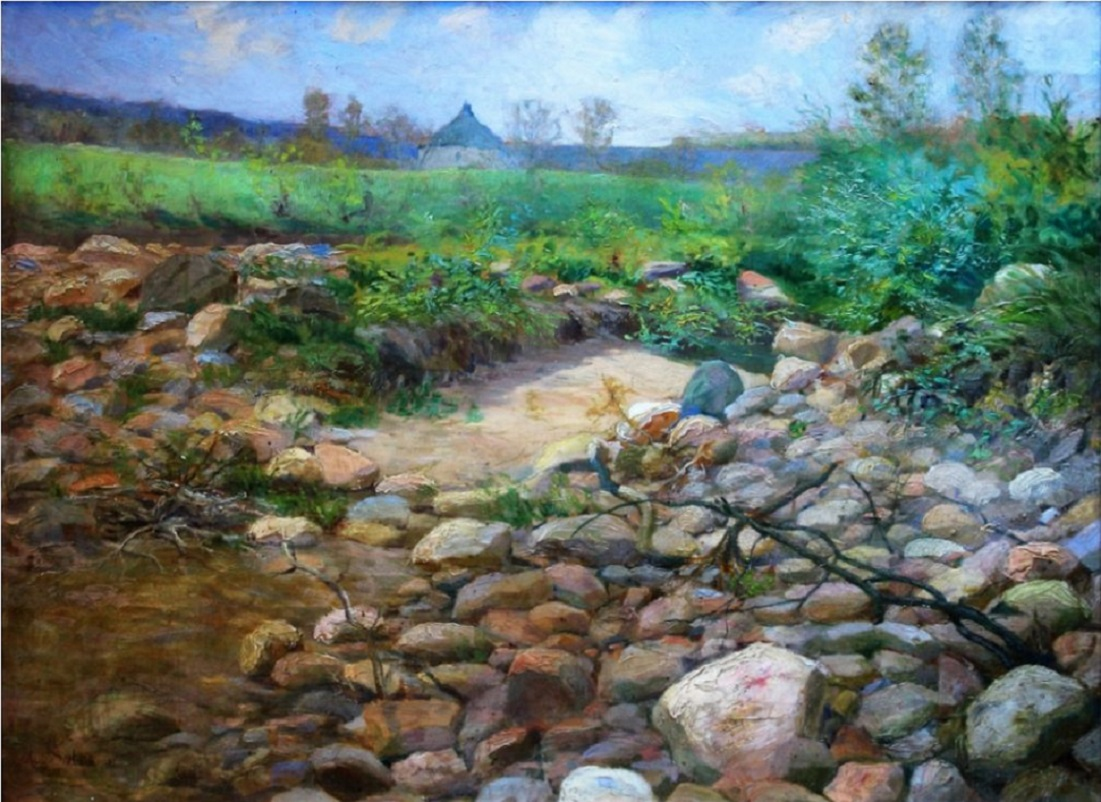
Augustin Satra Řečiště Litavky v Lochovicích (1901)
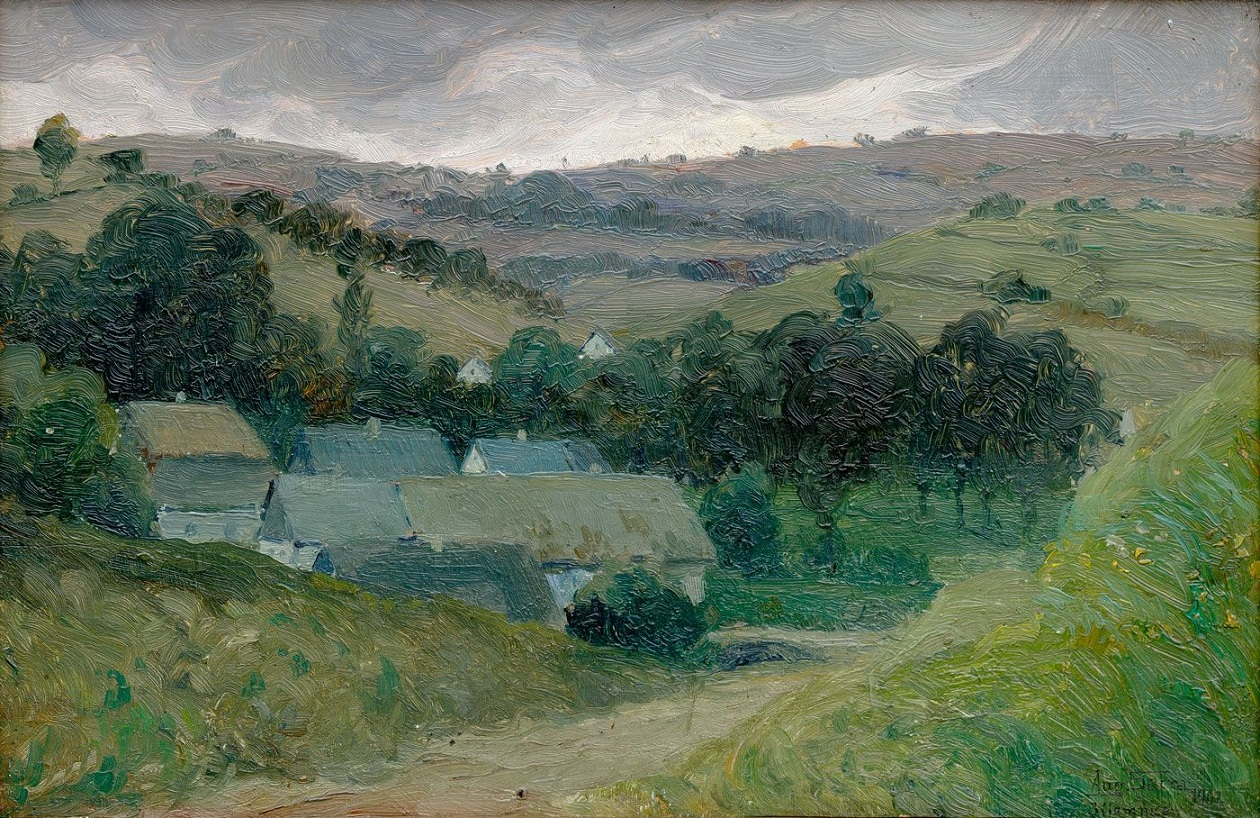
Augustin Satra Jilemnice (1902)
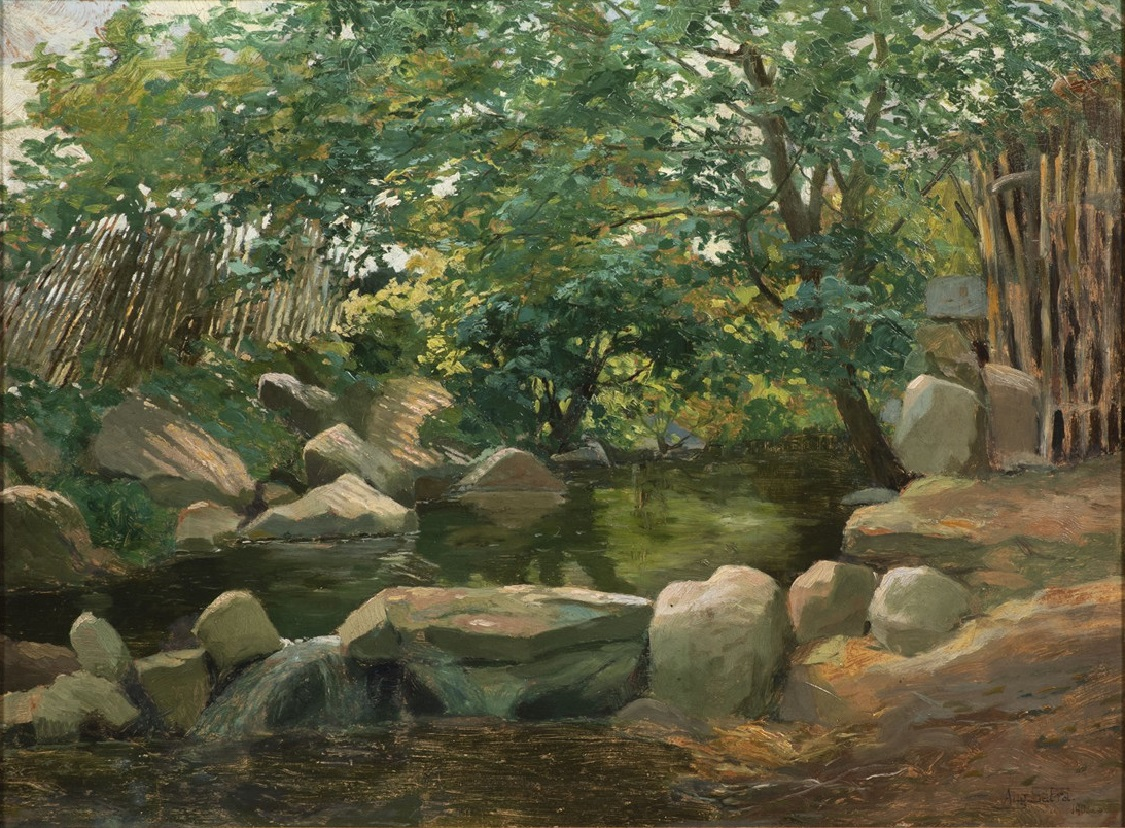
Augustin Satra Potok s kameny (1902)
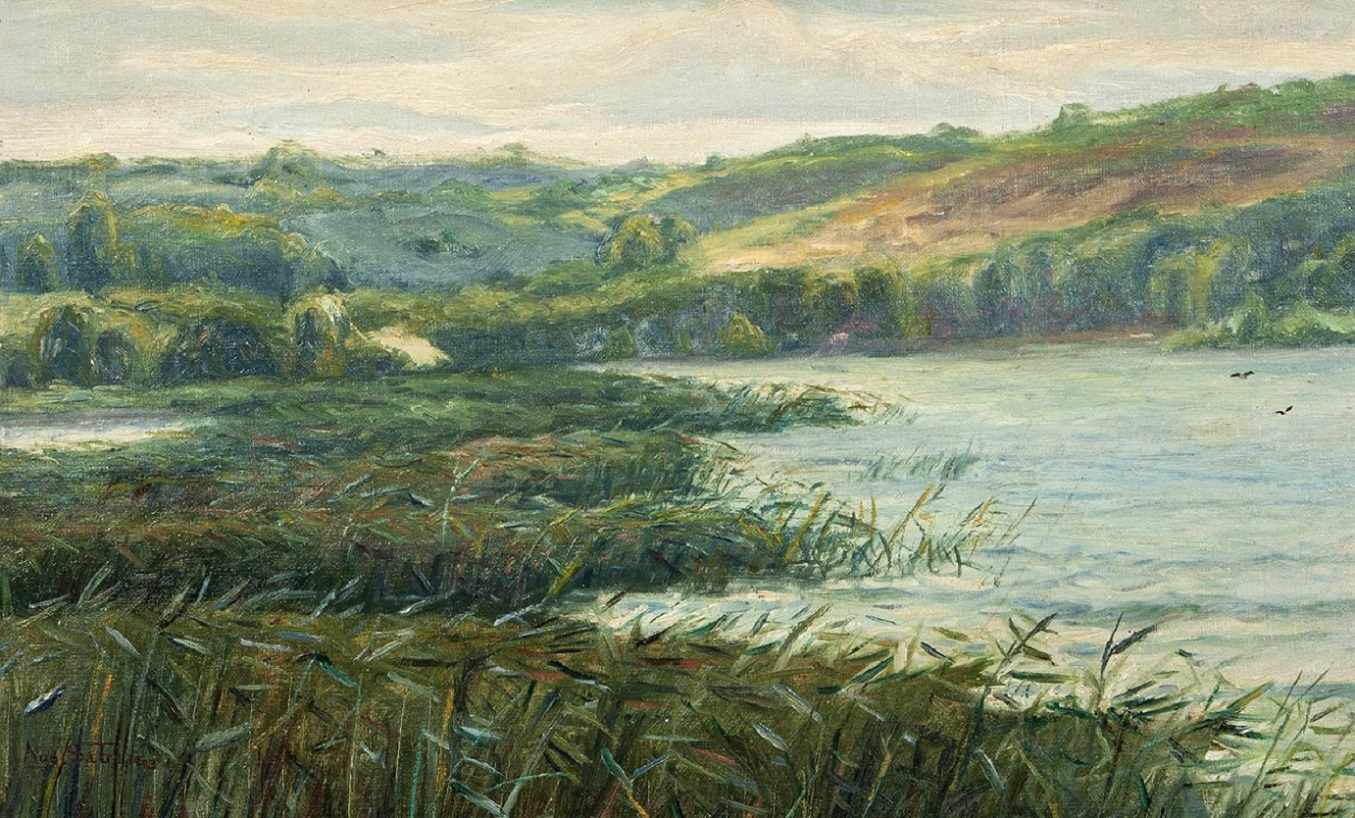
Augustin Satra Na břehu (1903)
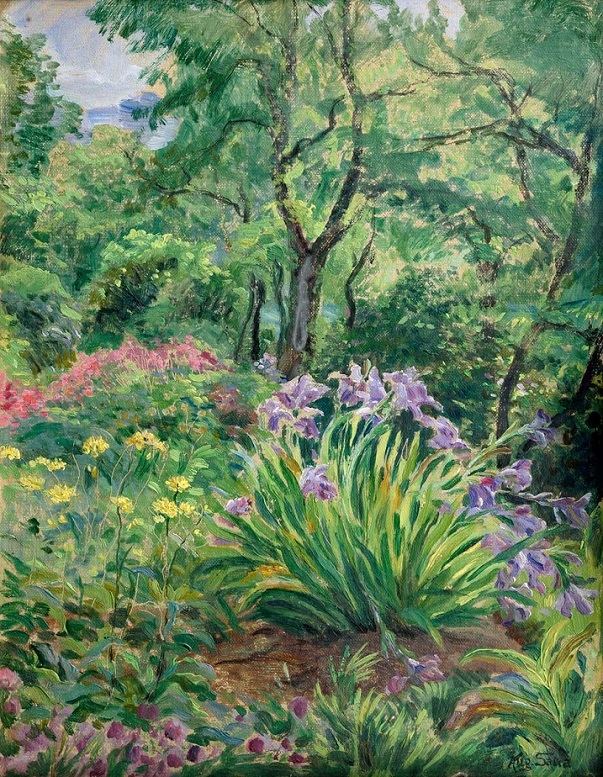
Augustin Satra Zahrada
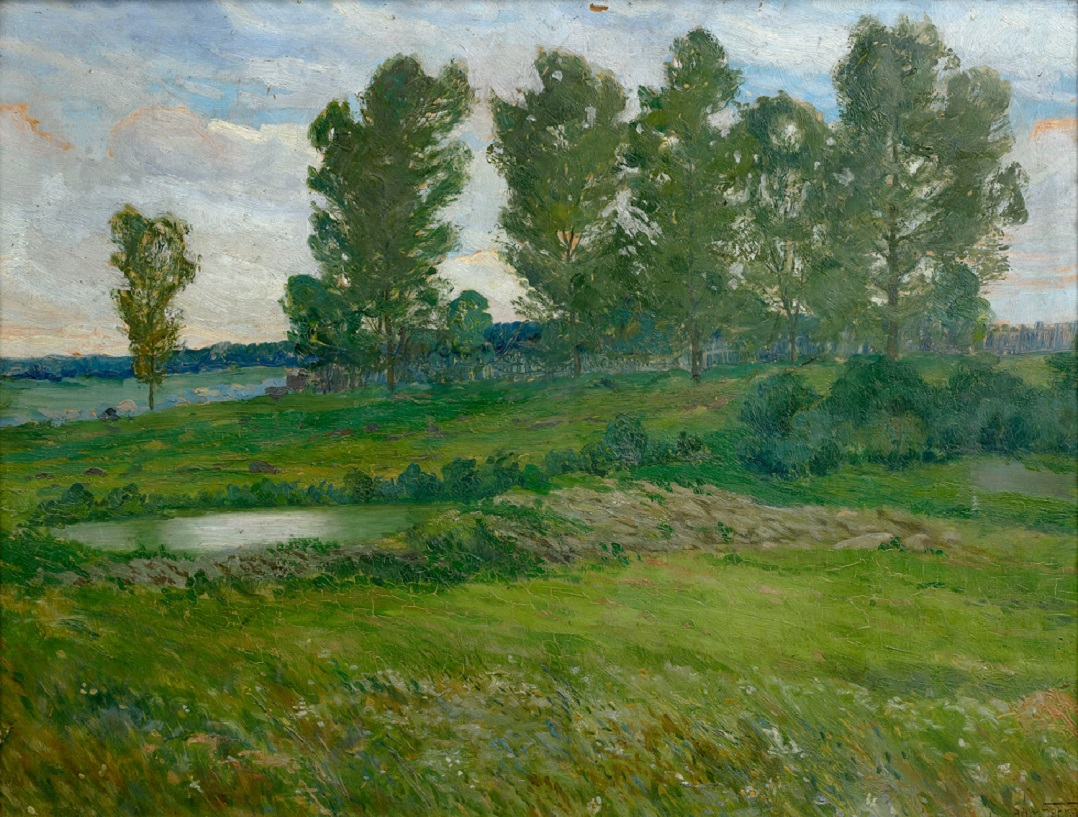
Augustin Satra Krajina s rybníkem
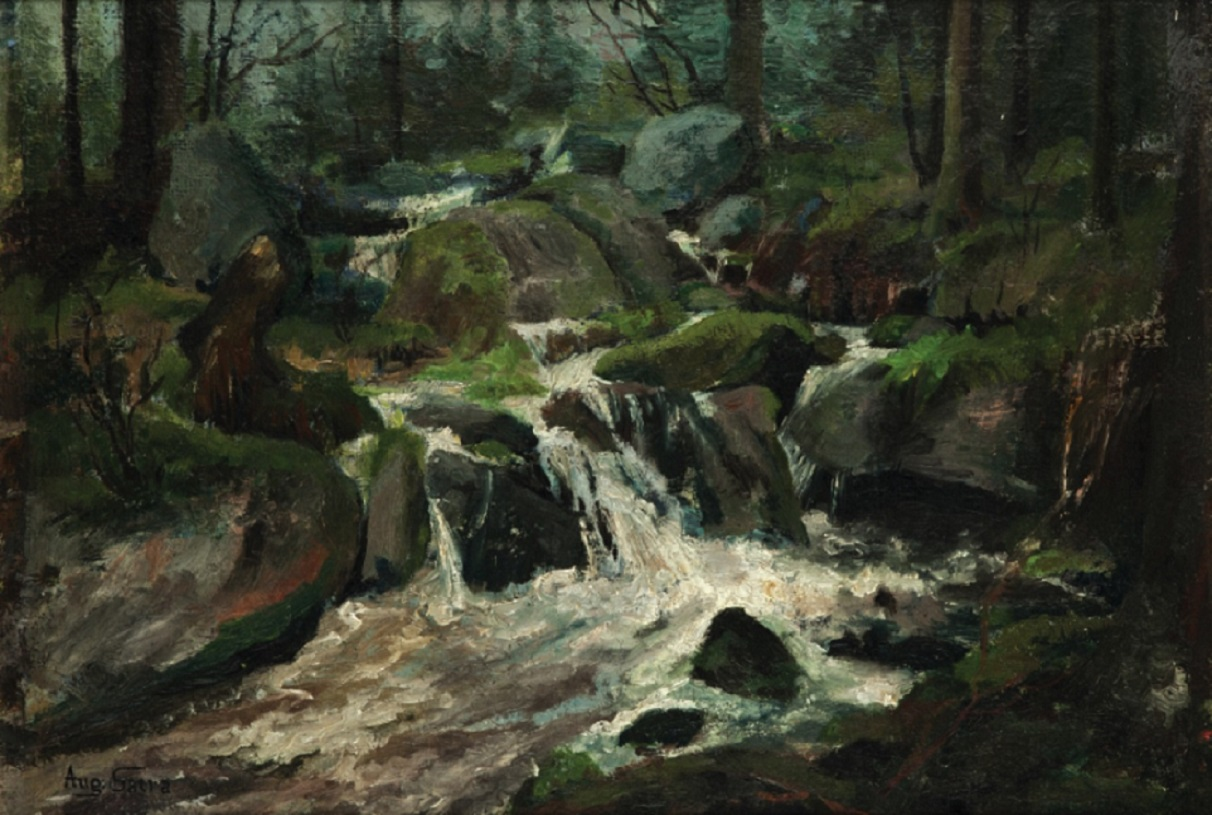
Augustin Satra Potok v lese
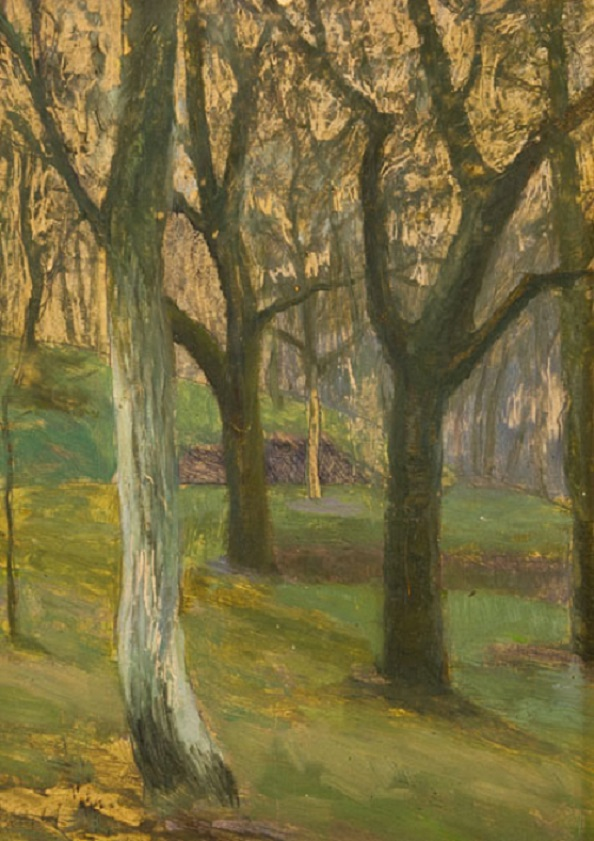
Augustin Satra Interiér lesa
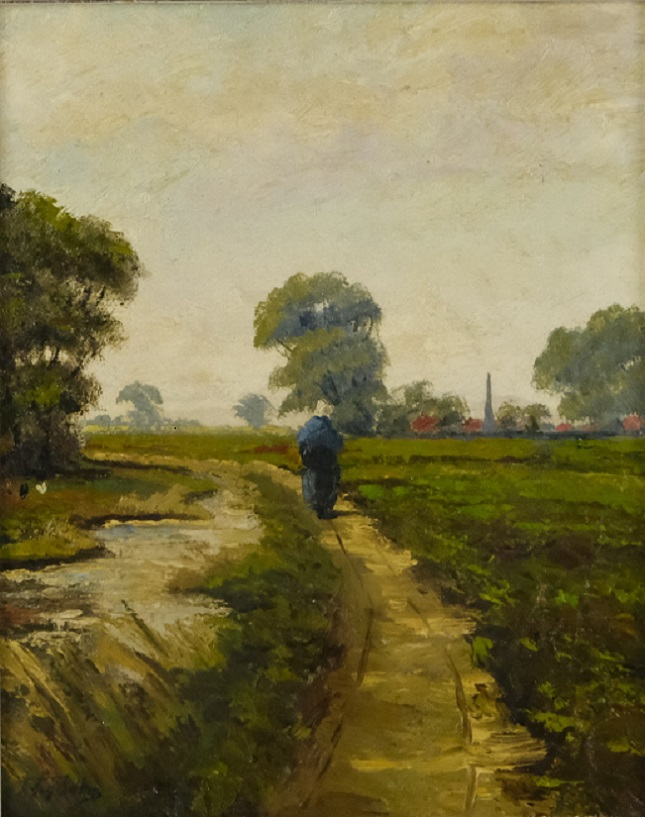
Augustin Satra Cesta ke vsi
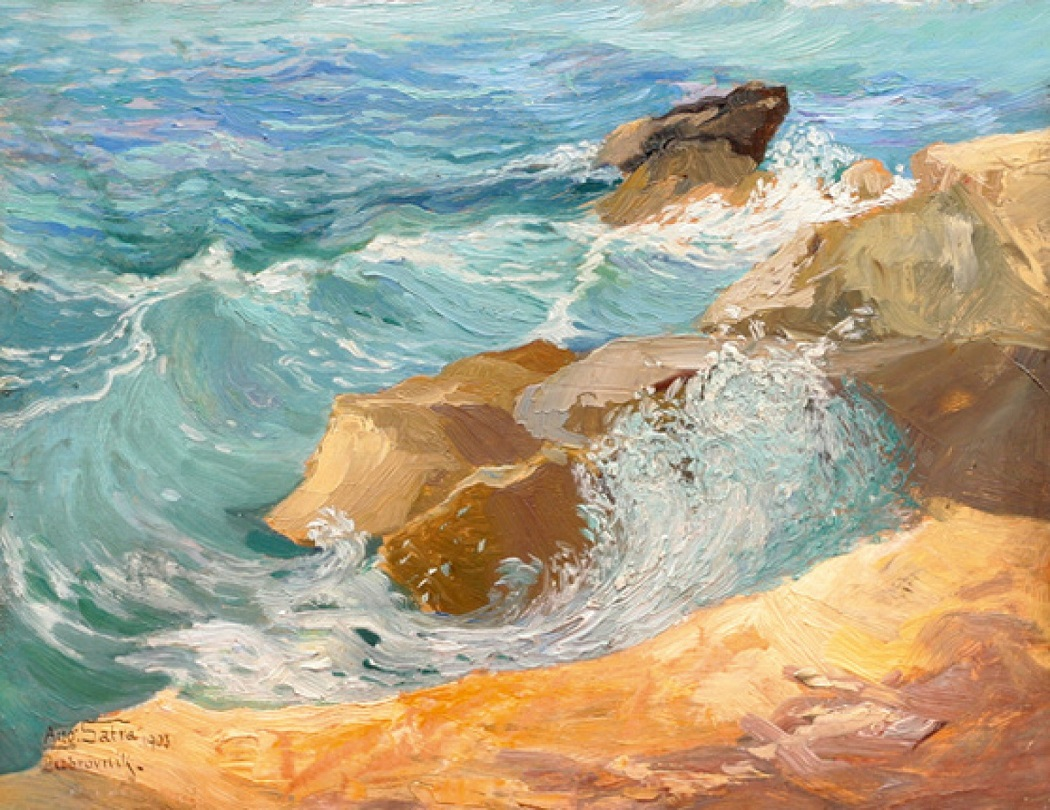
Augustin Satra Dubrovník I (1903)
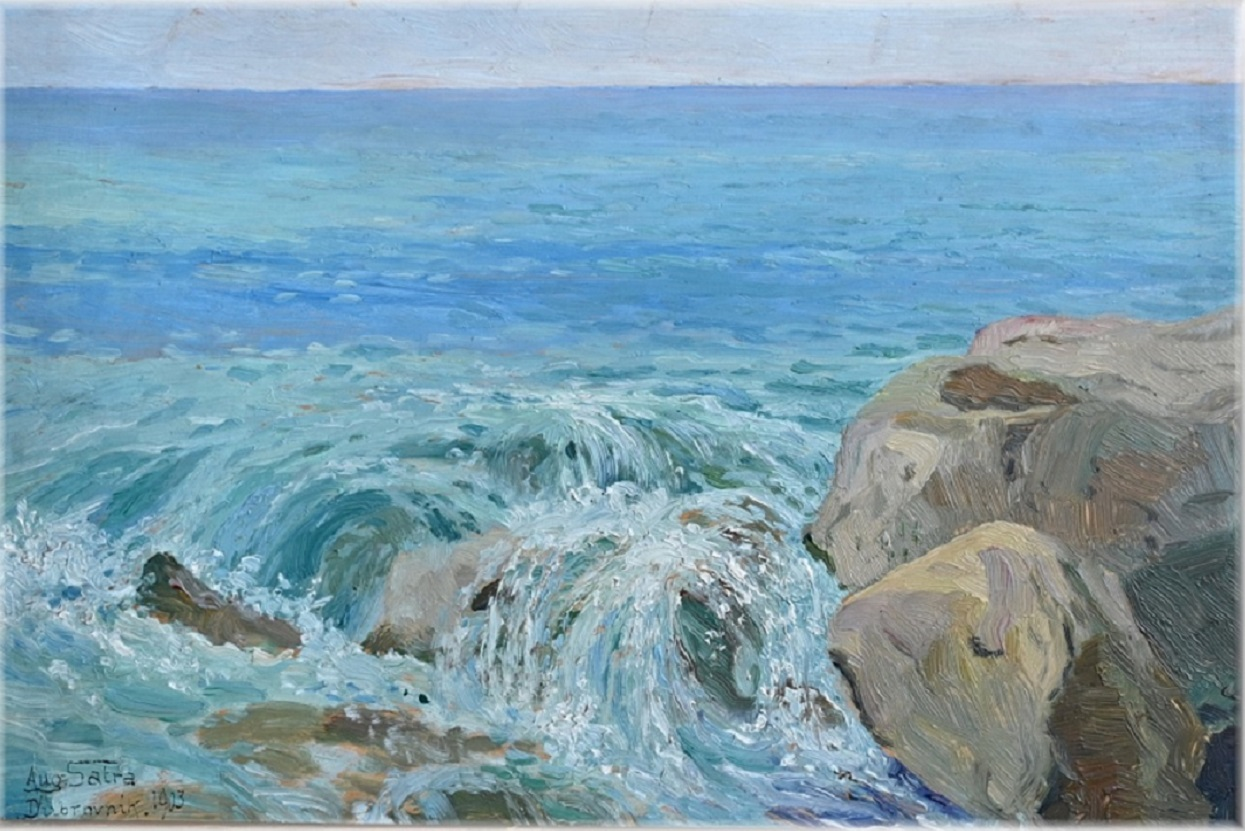
Augustin Satra Dubrovník II (1903)
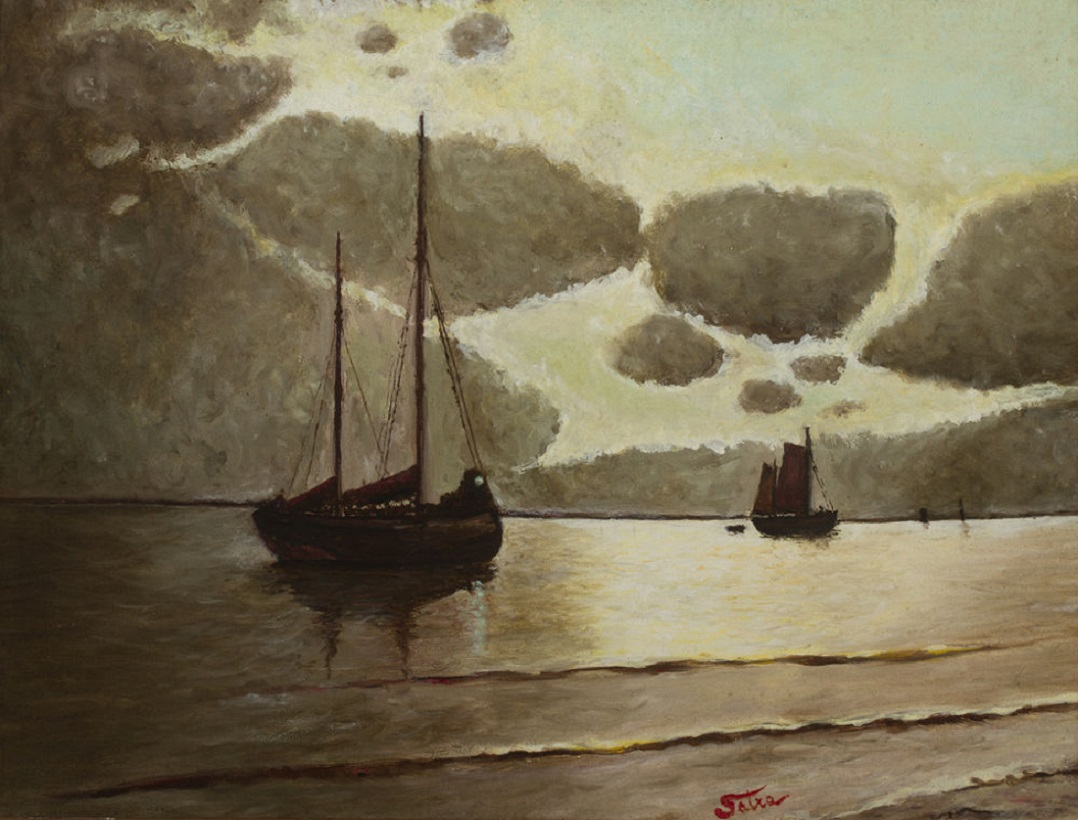
Augustin Satra Rybářské lodě
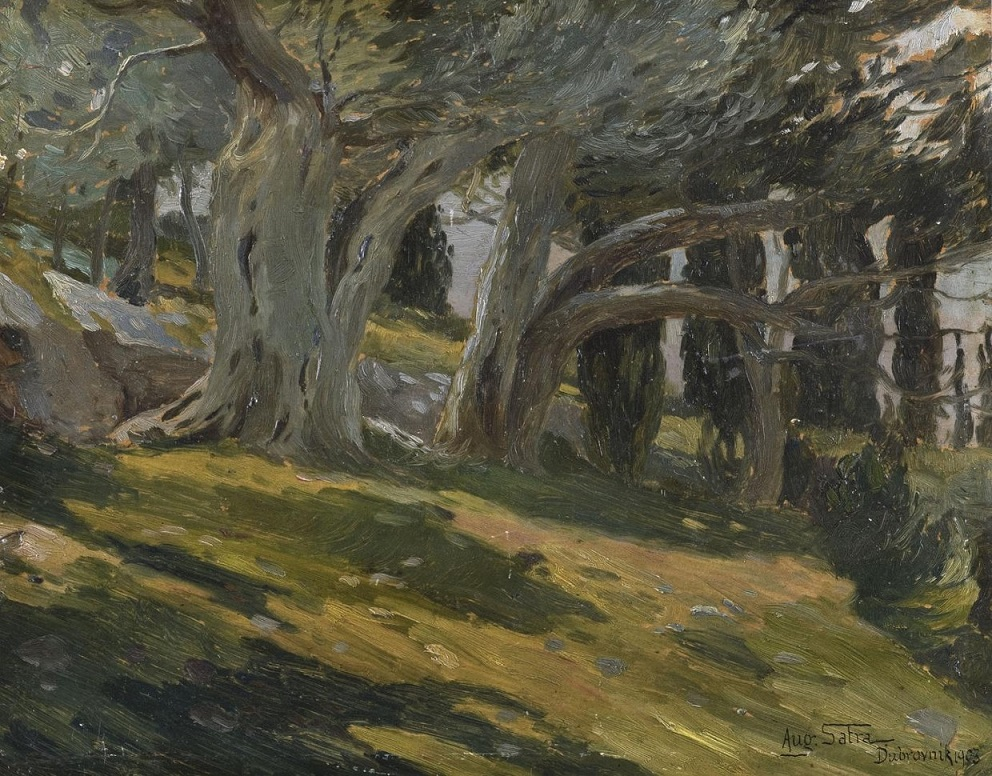
Augustin Satra Z Dubrovníku (1903)
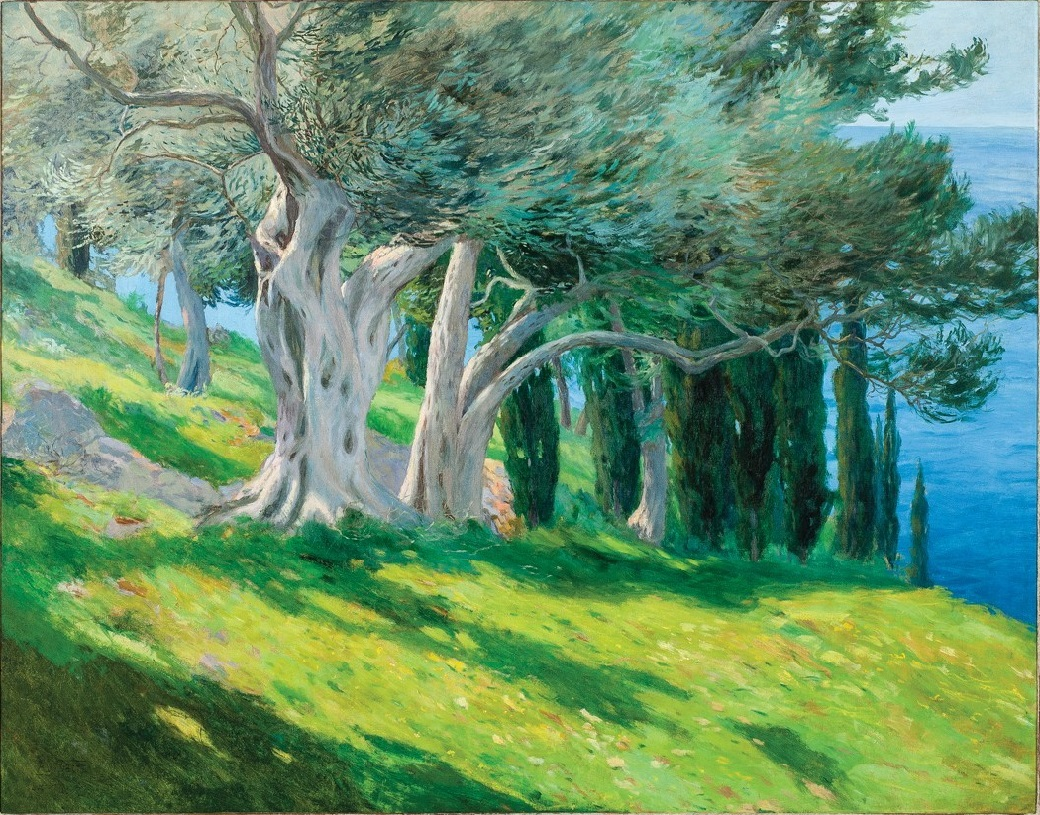
Augustin Satra U Dubrovníku (1905)
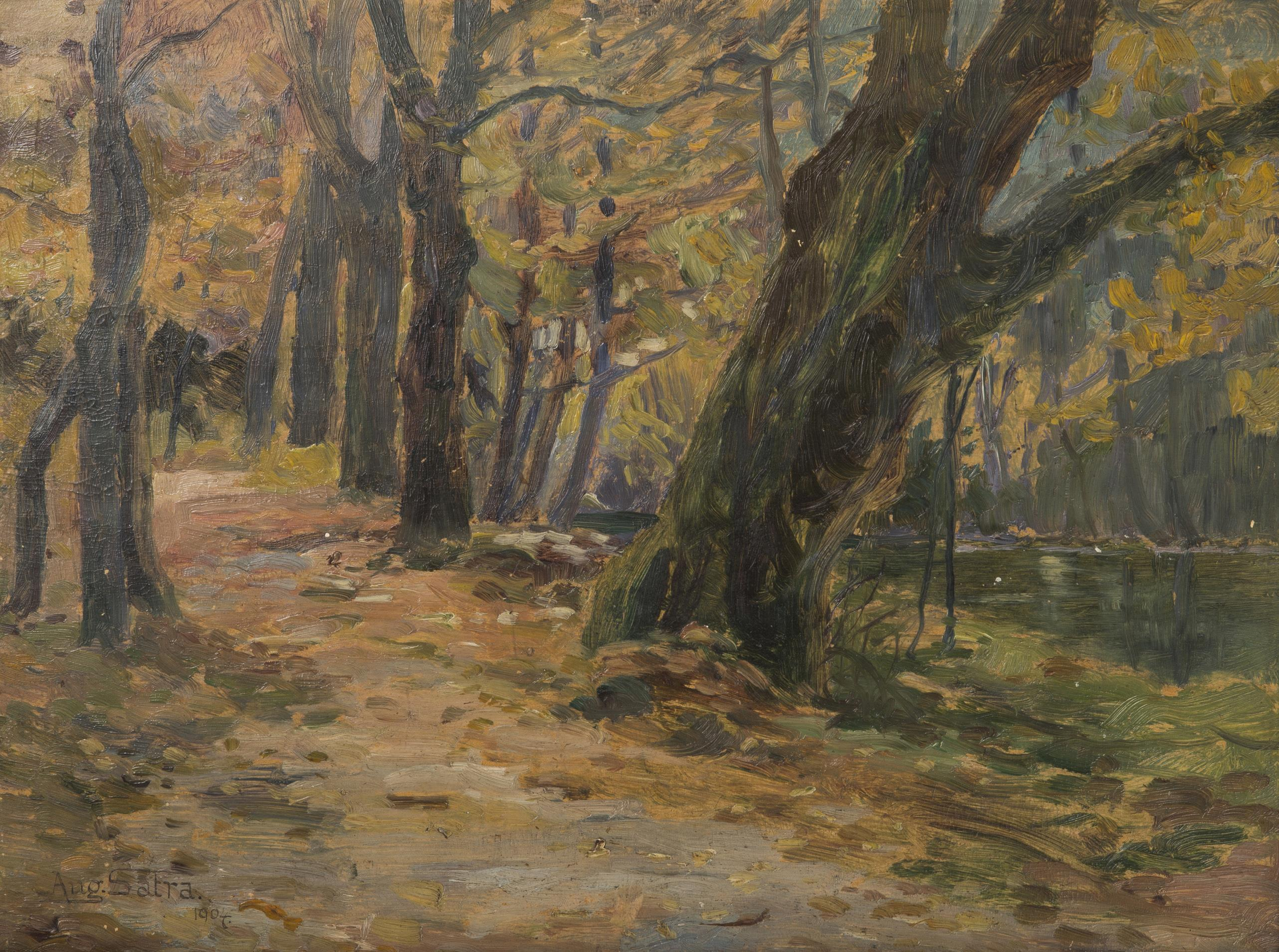
Augustin Satra V parku (1904)
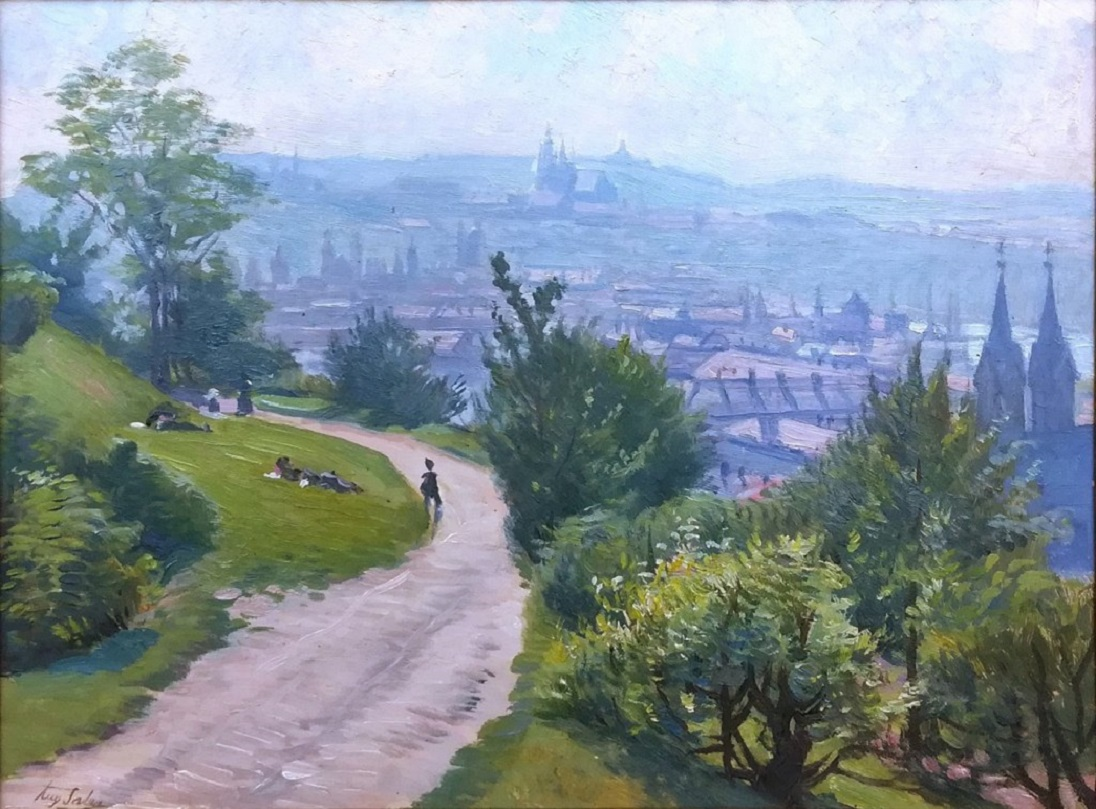
Augustin Satra Pohled na Prahu
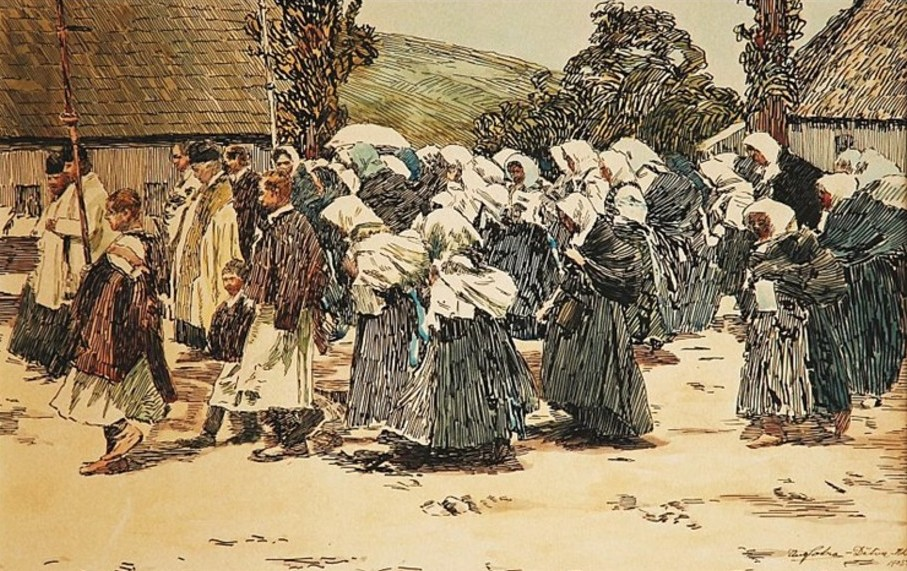
Augustin Satra Procesí (1905)
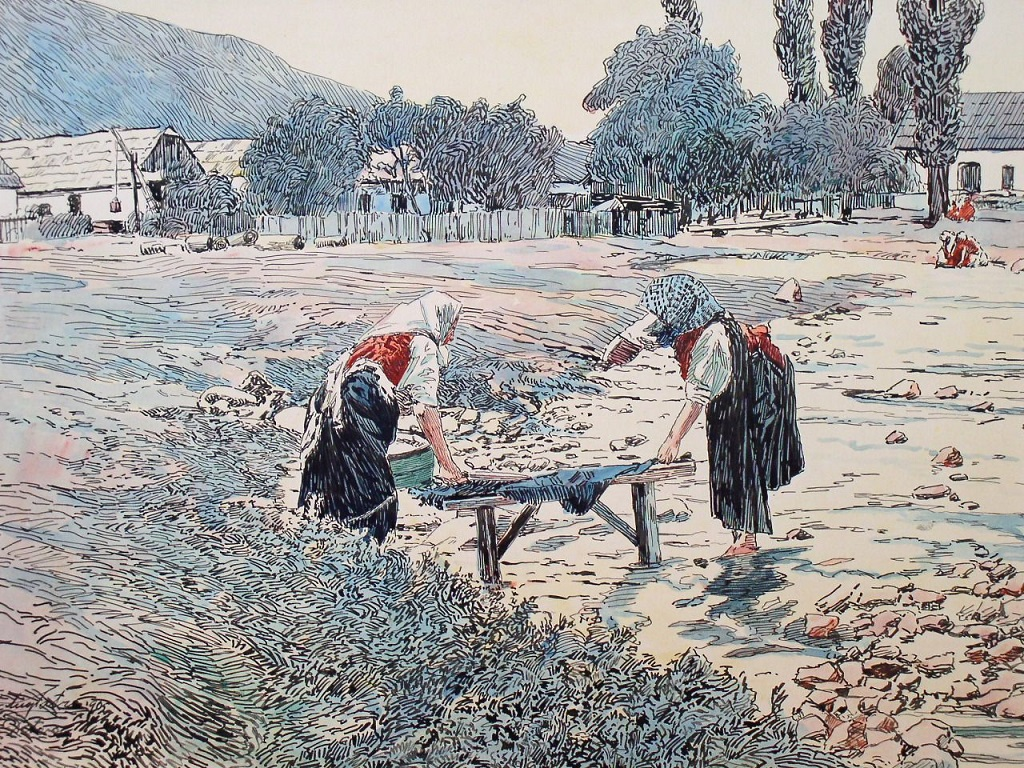
Augustin Satra Praní prádla (1905)
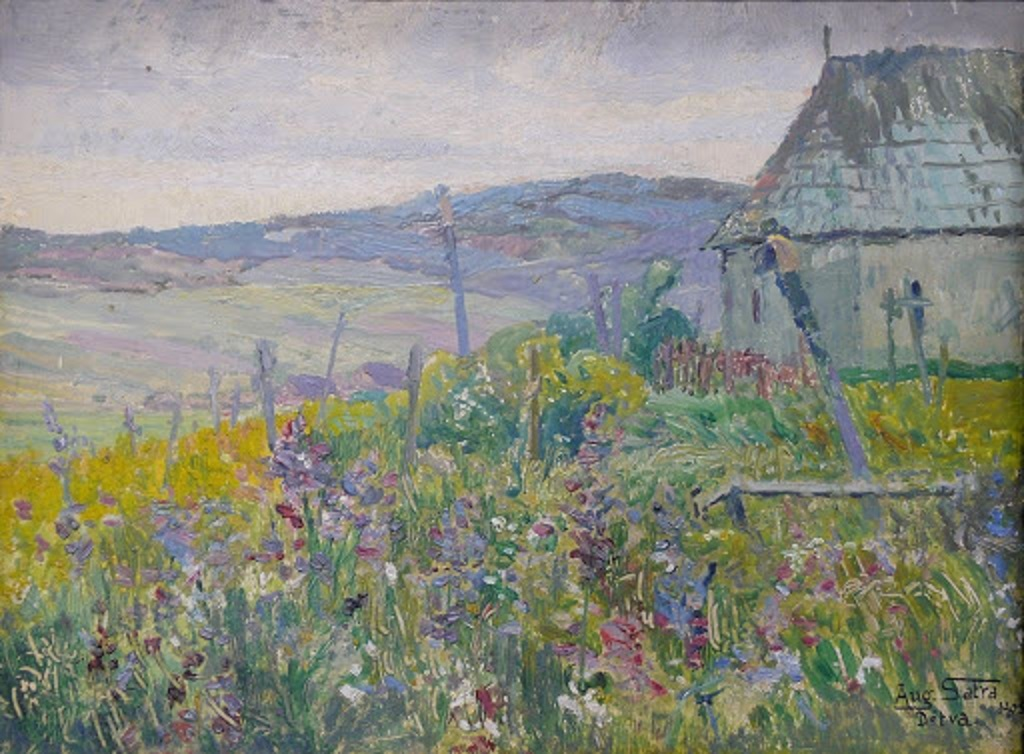
Augustin Satra Dětva II (1905)
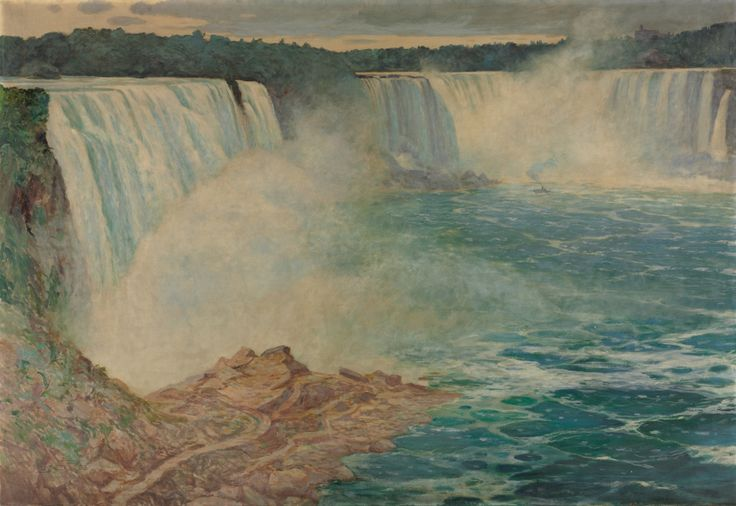
Augustin Satra Niagarské vodopády (asi 1906-09)